# Ausfallsicheres Rad
Ausfallsicheres Rad ist die Bezeichnung für ein Rad als Baugruppe aus Felge und Reifen, die entweder nach einer Beschädigung durch Notlaufeigenschaften oder durch konstruktive Stabilität gegen Beschädigung den Betrieb des Radfahrzeugs ermöglicht. Die erste Lösung bedeutet, dass die Fahrt nach einer Beschädigung im Notlauf noch für eine begrenzte Zeit mit Leistungseinschränkungen fortgesetzt werden kann, im zweiten Fall ist das Rad gegen Beschädigungen resistent und das Fahrzeug zeitlich unbegrenzt in vollem Leistungsumfang zu nutzen.

## Begriffseingrenzung, Verwendungszweck und Einsatzspektrum
Je nach Fahrzeugart, Einsatzzweck der Fahrzeuge und Umweltbedingungen wurden unterschiedliche Konzepte der ausfallsicheren Räder als Rad-Reifen-Kombinationen entwickelt wie u. a. Sicherheitsreifen, Runflat-Tire, pannensichere Reifen, schusssichere Reifen oder Gefechtsräder.
Noträder, Ersatzräder und Reserveräder werden diesem Begriff nicht zugeordnet, da sie nicht von vornherein, sondern anstelle eines beschädigten Rades eingesetzt werden.
Besondere Einsatzbereiche für ausfallsichere Räder
- Militär, Polizei- und Sicherheitsdienste, wie auch Personenschützer, nutzen ausfallsichere Räder, um die Fahrt auch nach Beschädigung der Reifen fortzusetzen und Fahrzeuge mindestens aus Gefahrenbereichen herauszubewegen.
- Bei der Konstruktion von Pkw geht es darum, auch bei höheren Geschwindigkeiten zunächst eine Fahrstabilität des Fahrzeugs zu gewährleisten und z. B. ein Ausbrechen zu verhindern. Ferner sollte mit einer hinnehmbaren Geschwindigkeit eine Werkstatt erreicht werden können.
- Die Räder von Fahrzeugen zum Einsatz in besonderen Geländeprofilen oder unter besonderen Umweltbedingungen müssen ausfallsicher sein: zum Beispiel Radlader auf Müllkippen mit gegebenenfalls scharfkantigen Teilen im Untergrund oder der Moon Rover zum Einsatz bei pulvrigem Untergrund und unter extremen Temperaturbedingungen.

Auch wo konstruktive Nachteile von ausfallsicheren Rädern, wie Gewicht und fehlender Federungskomfort gerade als Massivradkonstruktionen keine Rolle spielen, finden derartige Konzepte Anwendung, wie bei Sackkarren oder Kinderwagen.

## Technik

### Grundsätzliche konstruktive Anforderungen
Räder übertragen die Radlast auf den Boden und gewährleisten den Vortrieb des Radfahrzeugs durch Umsetzung der Drehbewegung des Motors über Getriebe und Achsen als Traktion.
Das Tragen der Radlast erfordert eine ausreichende konstruktive Stabilität. Um je nach Bodenverhältnissen Schlupf zu vermeiden, ist eine Profilierung der Lauffläche erforderlich.
Als Teil der ungefederten Masse eines Radfahrzeugs muss das Gewicht der Räder möglichst gering sein, um bei unebenem Untergrund Stoßeinwirkungen zu reduzieren bzw. eine Destabilisierung des Fahrzeugs zu verhindern.
Eine Luftbereifung bzw. eine Federstruktur des Reifens begünstigt durch ein mögliches Einfedern des Rades das Fahrverhalten und ermöglicht höhere Fahrgeschwindigkeiten. Massivräder bzw. Vollgummiräder bieten diese Möglichkeit nicht und lassen daher nur geringe Geschwindigkeiten zu.
Diese Grundsätze müssen bei der Konstruktion ausfallsicherer Räder beachtet werden.
Alle technischen Konzepte zu ausfallsicheren Rädern beeinflussen die Ausgestaltung
- des Reifens (z. B. Auslegung als Vollmaterial oder Luftkammersystem, Stabilität der Lauffläche, Auslegung der Gummimischung, Konstruktion als Federsystem u. a.) und
- der Felge (z. B. durch Einbringung von Keilstrukturen zur Reduzierung von Walkbewegungen eines Reifens, oder Federsysteme)
- und der Schnittstelle zwischen Reifen und Felge (z. B. Führung des luftlosen Reifens auf der Felge)[1][2][3]

### Technische Konzepte
Die technischen Konzepte zur Entwicklung von ausfallsicheren Rädern lassen sich aus der historischen Entwicklung grob in drei Gruppen einteilen:
- Räder als Massivkonstruktion,  z. B. Vollmetallräder und Räder mit Vollgummibereifungen,
- Räder mit Luftbereifung als schlauchlose- und Schlauchreifen mit Konzepten wie Mehrkammersystemen, felgenstrukturbasierte Notlauf-, Schnittstelle-Reifen-Felge-basierte Notlaufsysteme, selbstabdichtende, druckgeregelte und schließlich Runflat-Tyre-Systeme als Kombination der vorgenannten Lösungen,
- Räder mit einfederungsfähiger, nicht auf Luftdruck basierender Bereifung, z. B. Metall- oder Kunststoffstrukturen.

#### Räder als Massivkonstruktion

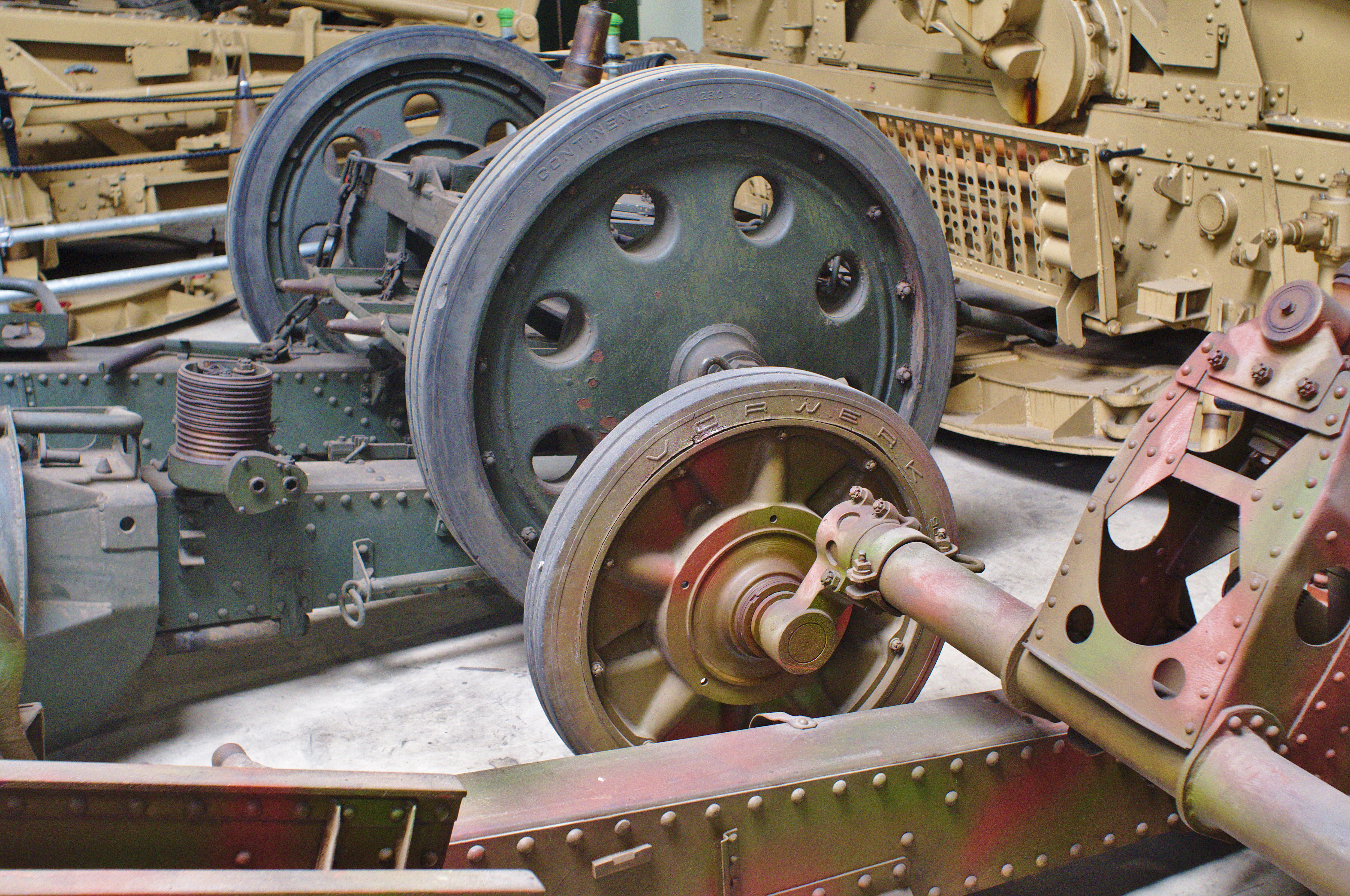
Massivradkonstruktionen für Artilleriegeschütze mit Vollgummibereifung

Das Massivrad ist die älteste Konstruktion, zunächst aus Vollmetall, später mit Vollgummibereifung. Der Vorteil des sehr stabilen Radkörpers wird mit fast vollständig fehlender Einfederwirkung und fehlendem Fahrkomfort erkauft. Bei höherer Belastung treten auch unerwünschte Erhitzungseffekte auf, die durch unterschiedliche Ansätze wie Einbringen von Lüftungsschlitzen und Flüssigkeitskühlung zu verhindern gesucht wurden. Im Ergebnis lassen sich derartige Konstruktionen nur mit geringen Geschwindigkeiten bewegen. Heute noch genutzte Vollgummibereifungen finden sich bei Flurförderfahrzeugen wie Gabelstaplern, die nur mit geringer Geschwindigkeit betrieben werden. Sie sind insbesondere auf glatten Böden z. B. in Lagerhallen gut nutzbar und können auch hohe Lasten tragen.

#### Räder mit Luftbereifung

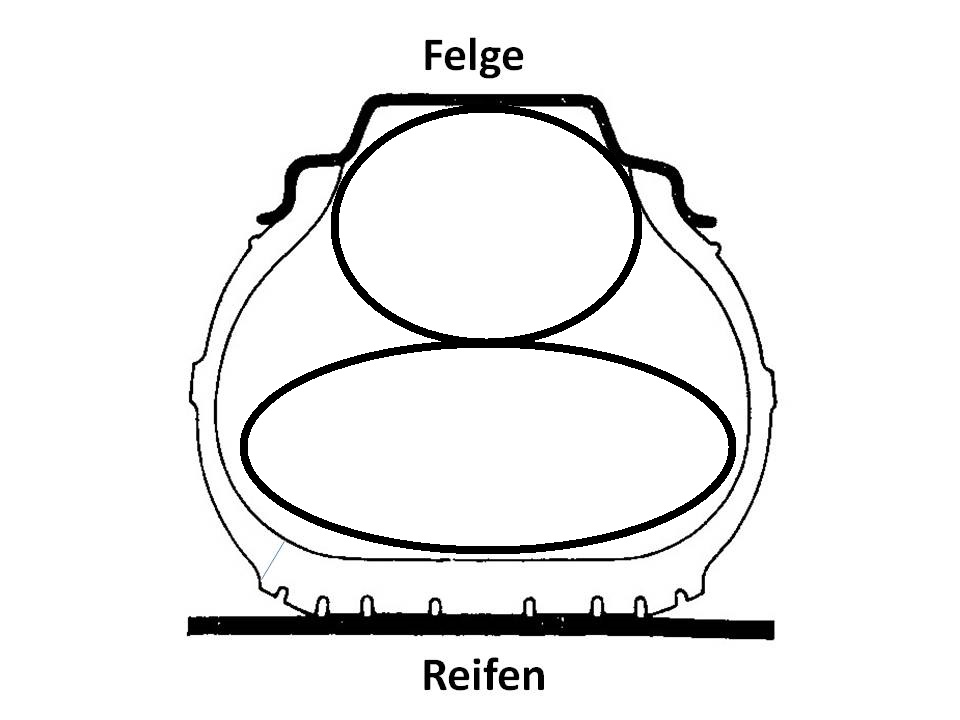
Mehrkammersysteme

Bei den meisten ausfallsicheren Rädern bleibt das Prinzip der Luftbereifung erhalten.
Der schematisierte Aufbau eines Rades mit Luftbereifung zeigt die Ansatzpunkte auf, an denen mit einer oder verschiedenen Lösungen gleichzeitig die Ausfallsicherheit gesteigert werden kann. Eine recht einfache Lösung in Anlehnung an Schlauchreifen sind Mehrkammerluftsysteme. Ist eine Kammer verletzt, stabilisiert mindestens eine zweite Kammer den Radlauf.
Die Stabilität des Reifens kann im Wesentlichen durch einfache Dimensionierung verbessert werden. Eine geringe Höhe der Seitenwände und eine hohe Breite der Lauffläche tragen zur Stabilisierung des luftlosen Reifens bei. Ebenso trägt die Härtung der Seitenwände, aber auch der Schultern und Laufflächen zur Ausfallsicherheit bei. Neben einer Optimierung der Gummimischungen, die vor allem eine Resistenz gegen die Erhitzung des luftlosen Reifenkörpers bewirken sollen, spielen Einlagen wie Stahlgürtel oder Kunststoffgewebe eine wesentliche Rolle.

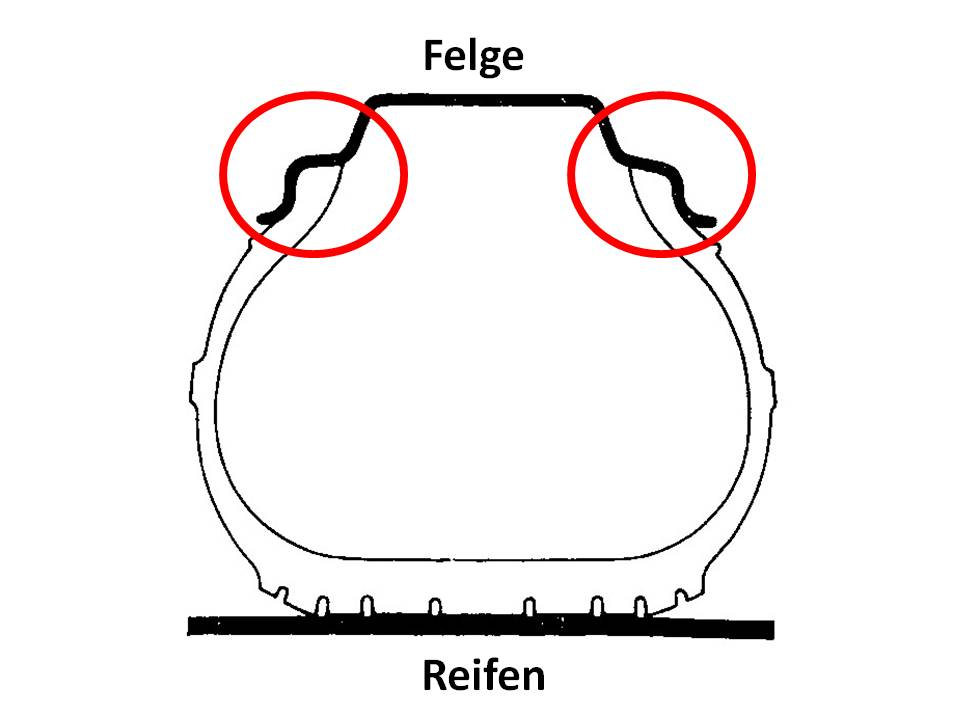
Schnittstelle zwischen Felgen und Reifen

Die Schnittstelle zwischen Reifen und Felge ist eine der wesentlichsten Einflussgrößen der Ausfallsicherheit. Die Stabilität wird dadurch bestimmt, dass der Reifen auch nach Luftverlust weiter sicher auf der Felge geführt wird. Hierzu werden vor allem Ausformungen des Felgenhorns so gestaltet, dass der Reifen nicht oder nur schwer herunterrutschen kann. Auch gibt es Lösungen, die ein Rutschen des luftlosen Reifens auf der Felge so beeinflussen, dass eine weitere Beschädigung verhindert wird. So zeigt ein Patent von Daimler-Benz, wie ein Schmiermittel die Erhitzung des Reifens in einem solchen Fall verhindern kann.

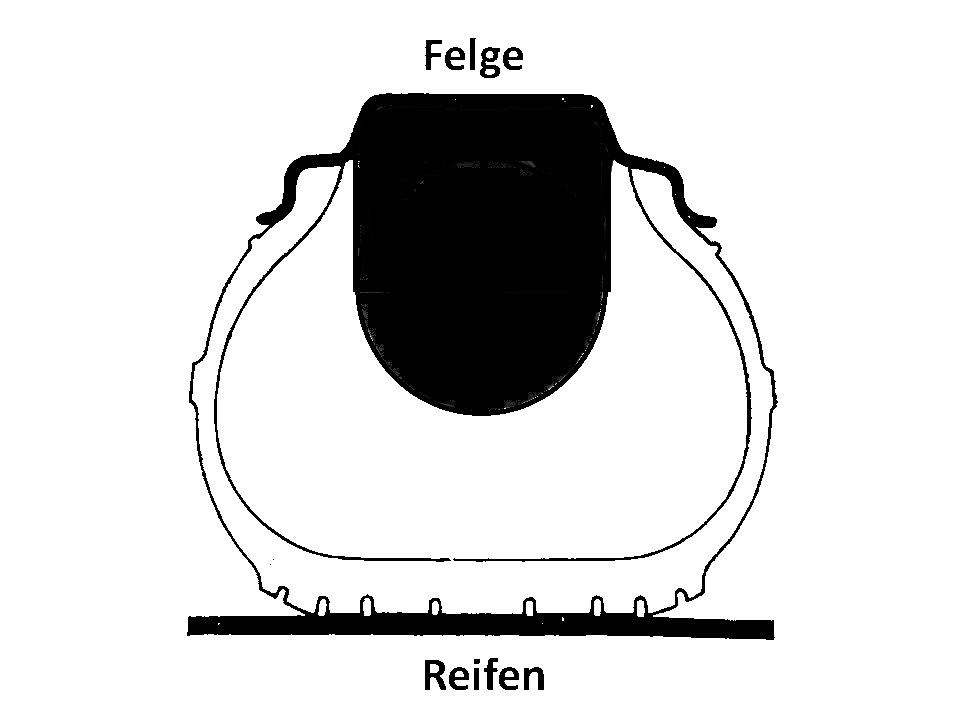
Erhabene Strukturen auf der Felge

Erhabene Strukturen auf der Felge, die sogar als Keile oder Scheiben ausgeprägt sein können, geben dem luftlosen Reifen die Möglichkeit, sich abzustützen. Damit werden die Walkbewegungen des luftlosen Reifens reduziert. Die thermische Belastung des Reifens wird vermindert, weitere Beschädigungen so vermieden.

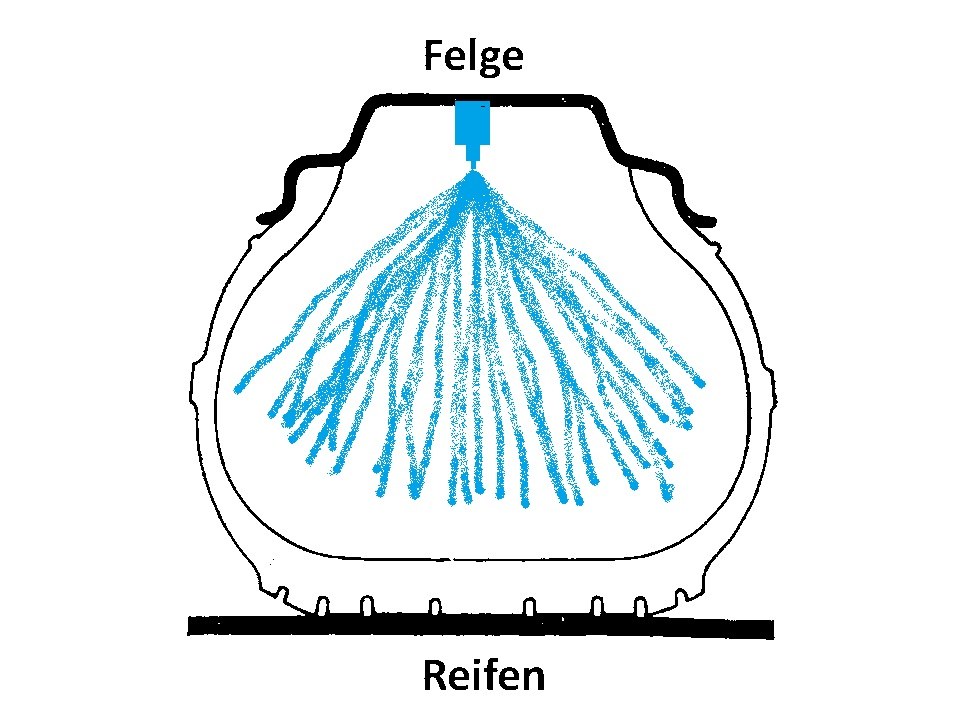
Reifendruckregelungs und -abdichtsysteme

Komplexer und technologisch jünger sind Reifendruckregelungs und -abdichtsysteme. Sie müssen insgesamt an das „System Fahrzeug“ angebunden werden. Reifendruckregelungsanlagen gewährleisten über einen Kompressor den Reifendruck. Kleinere Beschädigungen können so ausgeglichen werden. Elektronische Sensoren informieren den Fahrer über den Status. Reifenabdichtsysteme versprühen eine Flüssigkeit, die Risse oder kleinere Löcher abdichtet. Im Zusammenhang mit einer Reifendruckregelungsanlage bleibt der Reifen betriebsbereit.

#### Räder mit einfederungsfähiger, nicht auf Luftdruck basierender Bereifung
In kritischen Umgebungen, beispielsweise beim Einsatz von militärischen Radfahrzeugen im Gefecht, kann auch der kombinierte Einsatz aller aufgezeigter Technologien nicht zielführend sein. In einem solchen Fall gibt es Entwicklungen, die den Luftreifen durch stabiles, einfederfähiges Material aus Metall oder Kunststoff ersetzen, sodass die Räder sogar bei Beschuss oder Splittereinwirkung nicht ausfallen.

#### Bewertungsmaßstäbe einzelner Lösungsansätze
Alle wirkungsvollen technischen Konzepte müssen folgende Anforderungen erfüllen:
- möglichst geringe ungefederte Massen durch das Gewicht von Reifen und Felge
- ausreichender Komfort durch hinreichende Federeigenschaften
- ausreichende Stabilität der Konstruktion
- ausreichende zeitliche Nutzbarkeit der Notlaufeigenschaft
- Notlaufeigenschaften mit genügendem Leistungsvermögen

## Entwicklungsgeschichte und Konstruktionsbeispiele
Die Entwicklungsgeschichte ausfallsicherer Räder ist mit der allgemeinen Entwicklungsgeschichte des Rades verbunden. Zu allen Zeiten wurde versucht, möglichst widerstandsfähige Räder zu verwenden. Im ingenieurwissenschaftlichen Bereich wird dazu die Resilienz von Rädern betrachtet.
Wie von etlichen Entwicklungen im kraftfahrtechnischen Bereich bekannt, wurden Innovationen oft in militärischen Bereichen genutzt und für spezielle Anforderungen weiterentwickelt.

### 19. Jahrhundert

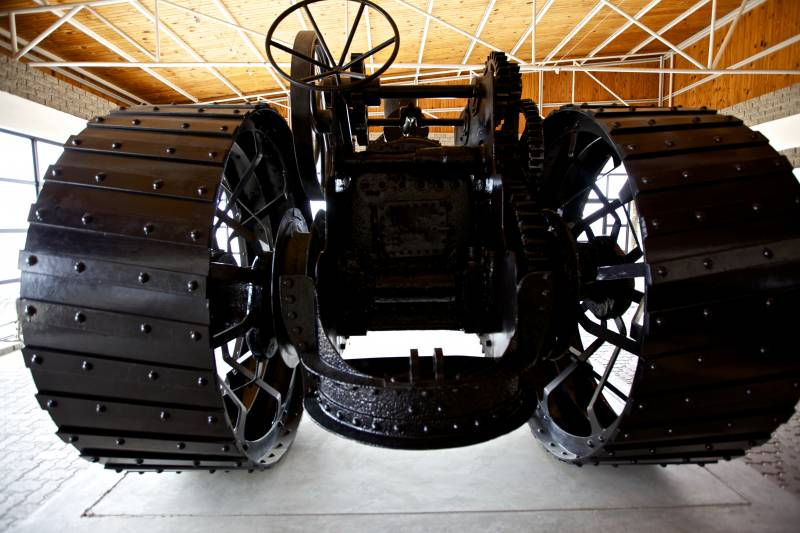
Heckbereifung Dampflokomobil Martin Luther 1890er Jahre

Zur Bereifungsentwicklung sind Artilleriezugmaschinen zu nennen, die ab den 1870er Jahren im deutschen Militär erprobt wurden. Bis in das späte 19. Jahrhundert waren Stahlbereifungen für Zugmaschinen die Standardausrüstung, die nach Bedarf mit Verbreiterungen und Profilaufsätzen für Geländeeinsatz ergänzt wurde. Um die Ausfallsicherheit zu steigern, wurden die auftretenden Schäden möglichst genau untersucht, was bei Stahlgussrädern zu besonderen Fertigungsverfahren führte. Gleichzeitig wurden auch Räder mit vernieteten Maschinenbaustahlelementen genutzt, die einerseits in der Fertigung aufwendiger, andererseits materialsparender, flexibler und meist leichter als die Stahlgussräder waren.
Ansätze zur Weiterentwicklung waren Wechselräder, die als Artillerierad bekannt waren.

### 1900 bis 1930

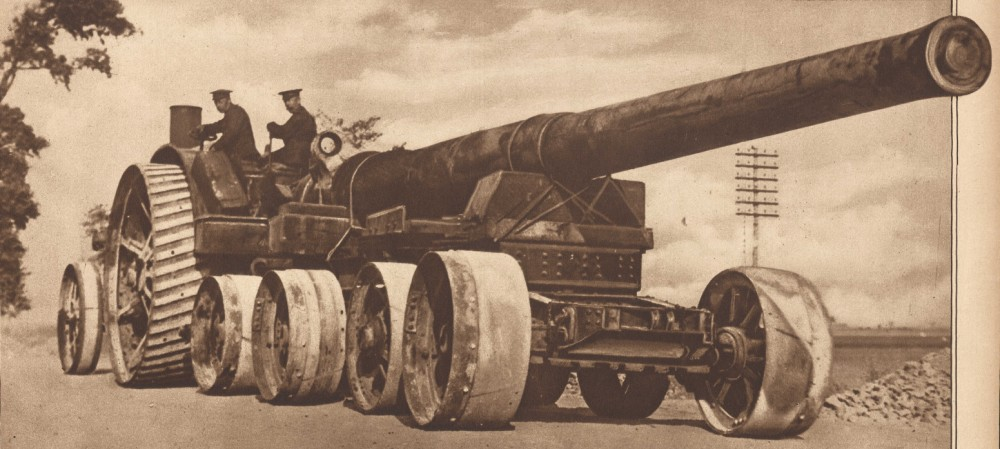
Artillerietraktor Daimler-Foster 1915

Daimler Motorlastwagen um 1914

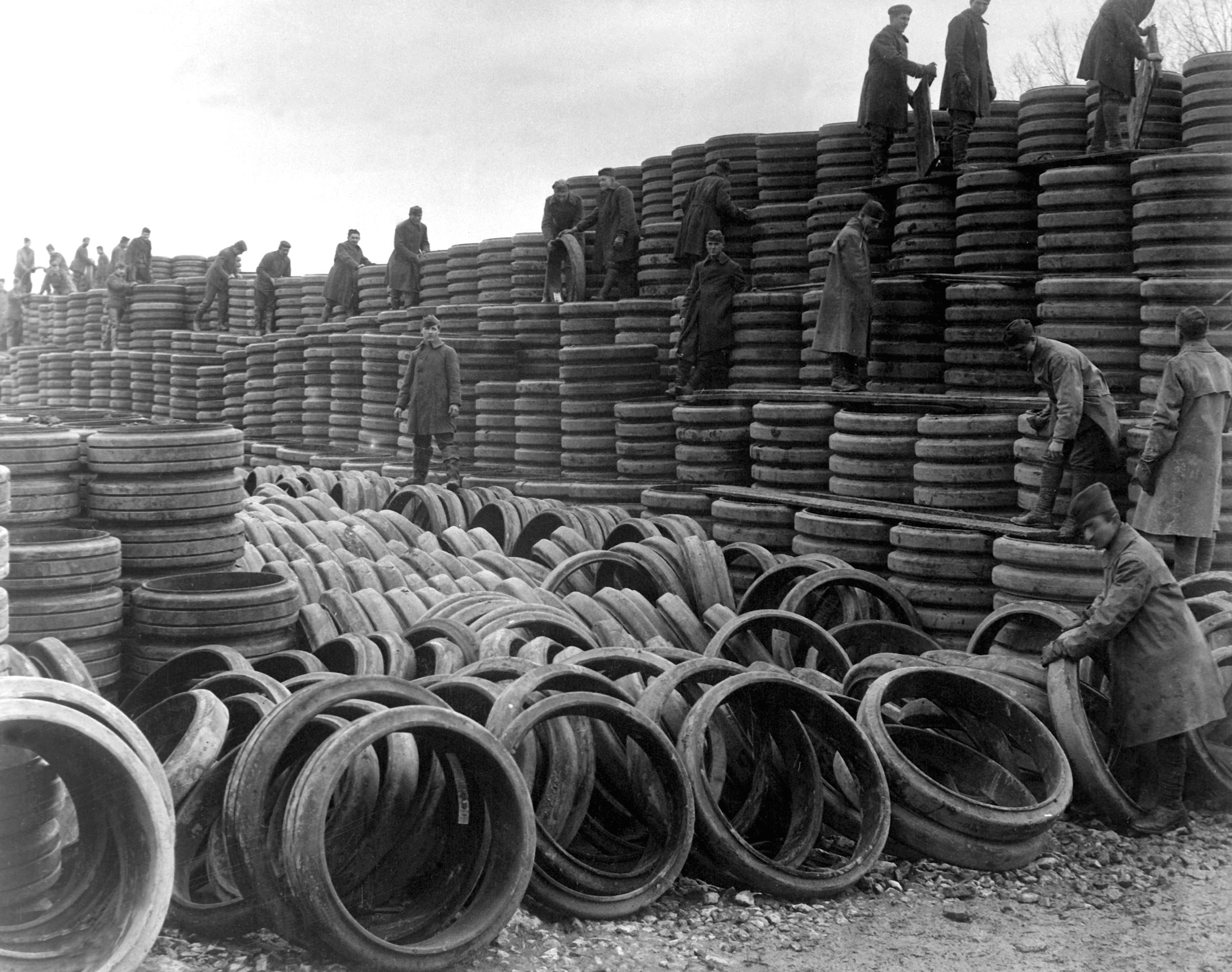
Vollgummireifen von Militärlastern um 1918

1916 beschaffte die kaiserliche deutsche Armee leichte Personen- und Sanitätskraftfahrzeuge mit „federnden Rädern“. Das waren Räder ohne Luftbereifung mit Stahlbandagen. Ihre Laufflächen war gegenüber dem Radkörper mit einem Ring aus vielen Schraubenfedern abgefedert. Auch Artilleriezugmaschinen im Ersten Weltkrieg wie in Deutschland der „Trekker“ von Deutz und der Artilleriezugwagen Krupp-Daimler KW 19 oder in Groß-Britannien der Daimler-Foster Traktor hatten Vollstahlräder. Diese Militärfahrzeuge waren Vorläufer der späteren Agrartraktoren in den 1920er Jahren.
Relativ bald entwickelten sich die Lösungen zu Vollgummireifen, die in der Praxis lange Zeit alternativlos blieben. Schon aus der Zeit um 1900 sind Erfindungen bekannt, die innenliegende Kammern bei diesen Reifen zur Steigerung des Fahrkomforts vorschlugen.

### 1930 bis 1949

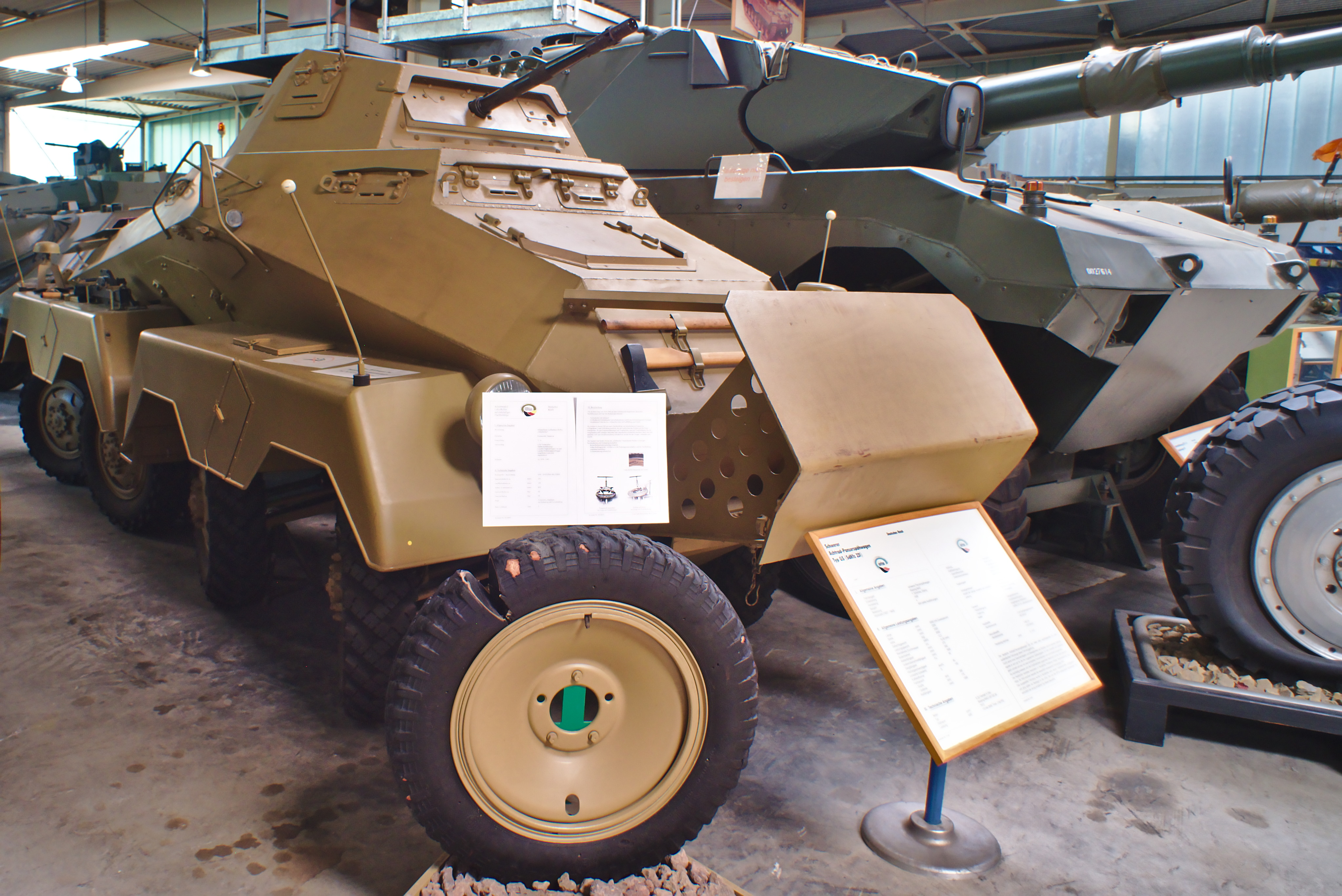
Sd. Kfz. 231 mit Luftkammer-Reifen 1934

In den 1930er Jahren entwickelte Continental einen Luftkammer-Reifen mit Notlaufeigenschaften, insbesondere für den Einsatz in Panzerspähwagen und Halbkettenfahrzeugen, die vor allem Einwirkungen durch Beschuss und Splitterwirkung standhielten.

### 1950 bis 1990

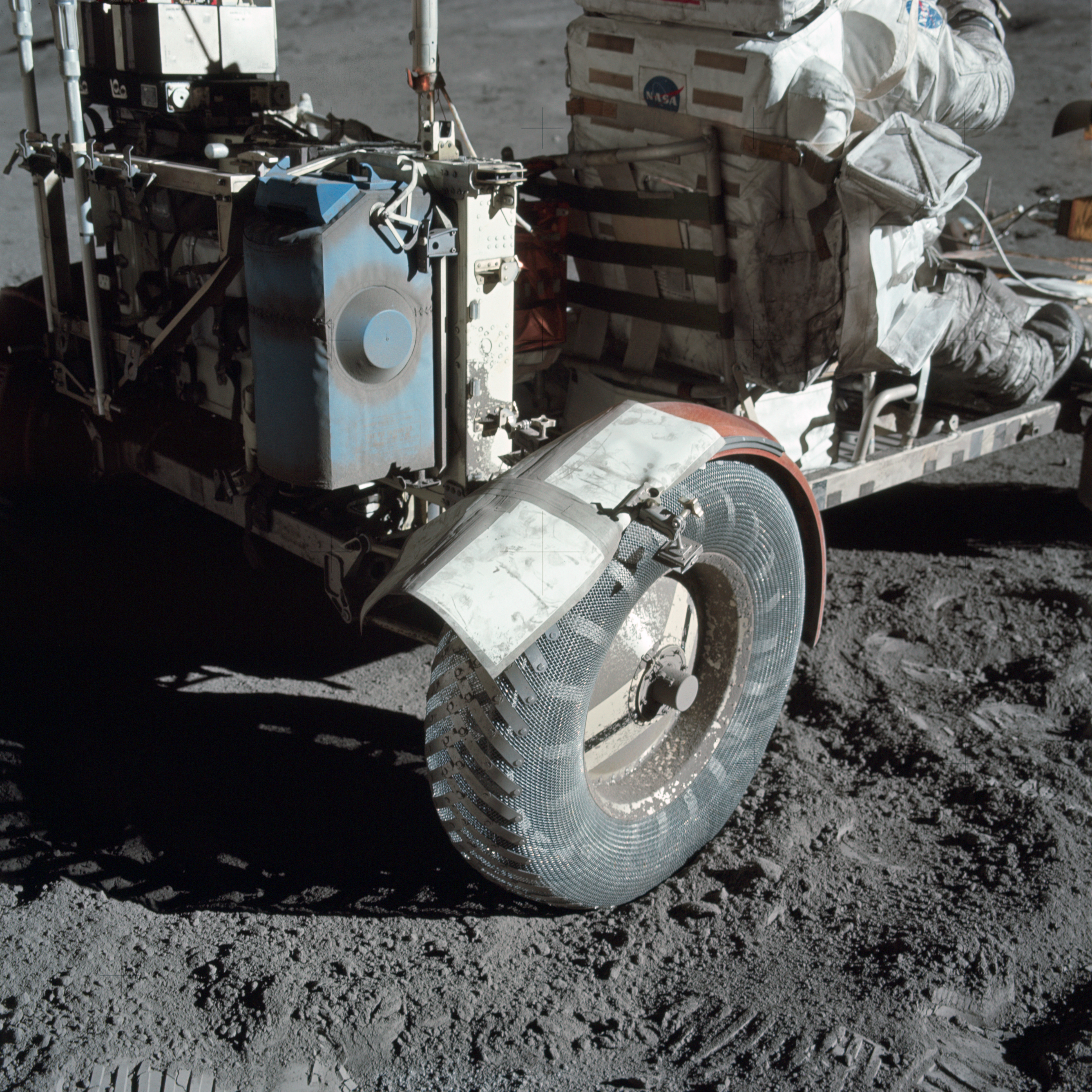
Rad des Lunar Rovers auf dem Mond 1972

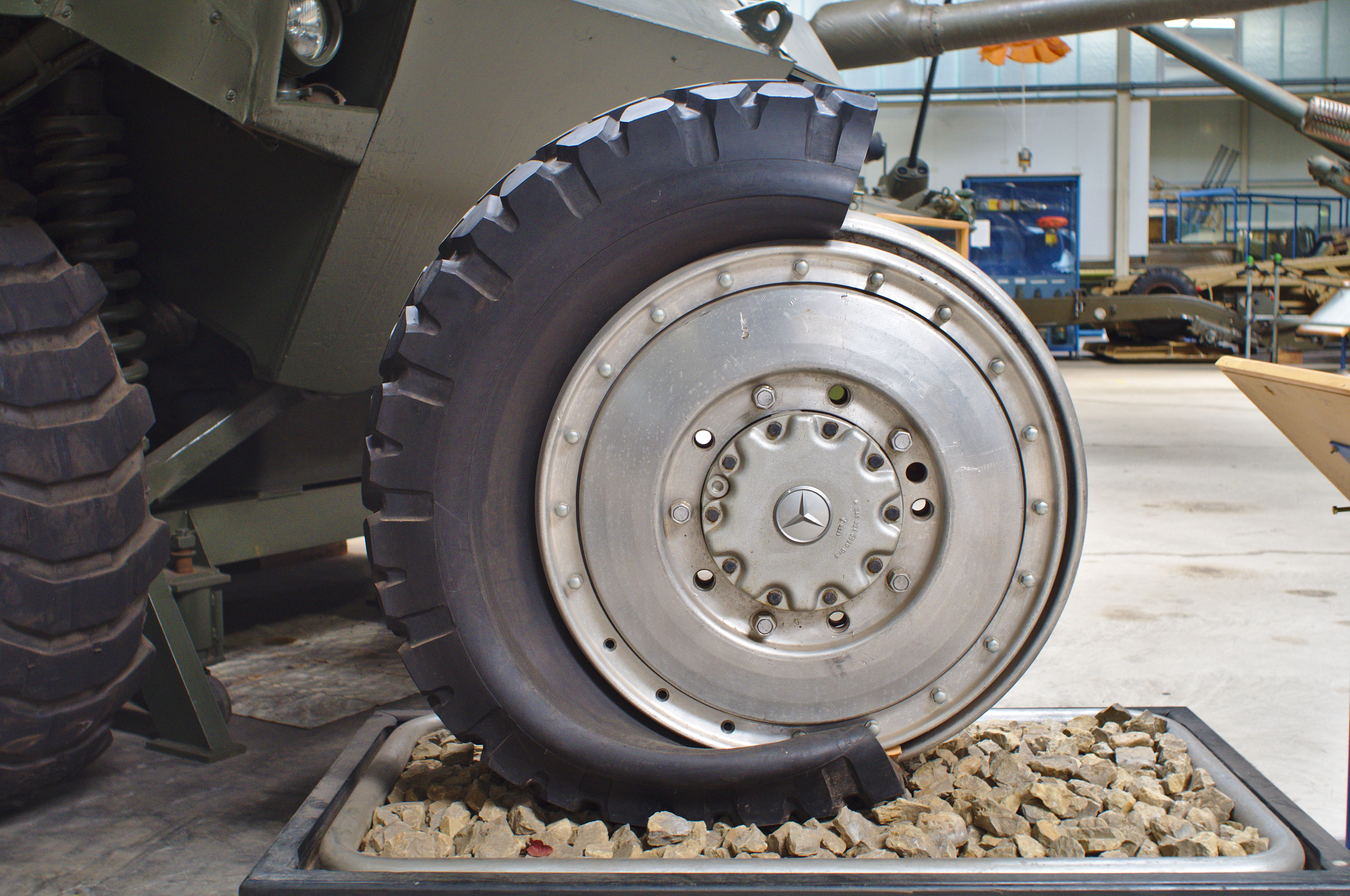
Gefechtsrad CTS um 1985

Beginnend in den 1950er Jahren wurden in der Sowjetunion zentrale Reifendruckregelanlagen für Lastkraftwagen entwickelt. Diese Systeme sind hauptsächlich zur Anpassung des Reifendrucks an unterschiedliche Bodenverhältnisse gedacht, es konnten aber auch kleinere Beschussschäden ausgeglichen werden. Als erster Lkw erhielt ab 1958 der ZIL-157 ein solches System serienmäßig, zu Beginn der 1960er Jahre folgte der Ural-375. Auch der 1972 eingeführte Radschützenpanzer BTR-70 hatte eine solche Reifendruckregelanlage, ebenso spätere Standard-Militär-Lkw wie der ZIL-131 oder der Ural-4320.
1969 entwickelte General Motors für das Mondfahrtprogramm der USA das Lunar Roving Vehicle. Das Fahrzeug musste ausfallsicher hartes Gelände überwinden, aber auch durch erwartete dicke Staubschichten fahren können. Temperaturen zwischen +130 °C und −160 °C galt es zu bestehen. Die Reifen bestanden aus einem gewebten Geflecht aus verzinktem Klavierdraht, an das Titan-Laufflächen in einem Zickzack-Muster genietet wurden.
Der 1972 entwickelte Schweizer Radpanzer Piranha von Mowag hatte eine schusssichere Bereifung mit Kautschuk-Metalleinlagen von Hutchinson.
In den 1970er Jahren entwickelte Goodyear einen Reifen mit Notlaufeigenschaften, der sich durch eine sehr stabile Konstruktion der Seitenwände und eine gegen Überhitzung unempfindliche Gummimischung auszeichnete. Der Reifen konnte so nach Herstellerangabe bei Luftverlust noch bis zu 40 Meilen mit einer Höchstgeschwindigkeit von 40 Meilen/Std. gefahren werden.
1985 entwickelte Continental auf Basis vorheriger Versuchsreihen ein Gefechtsrad für ein schweres gepanzertes Versuchsradfahrzeug der Bundeswehr. Das Rad sollte durch eine erhabene Fläche auf der Felge, in einer zweiten Version mit einer Keilstruktur, einen platten Reifen abstützen, so dass er im Notbetrieb weitergenutzt werden konnte.

### Nach 1990

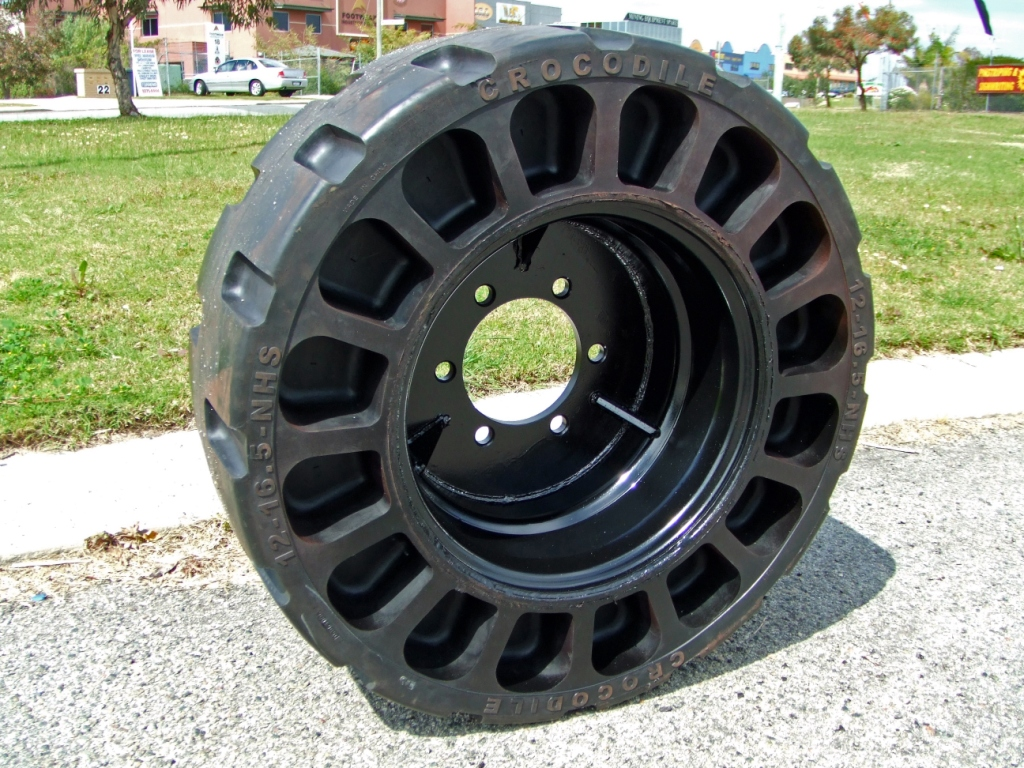
Rad von Croc Tyres Pty Ltd. Australien für den Einsatz in Bergwerken

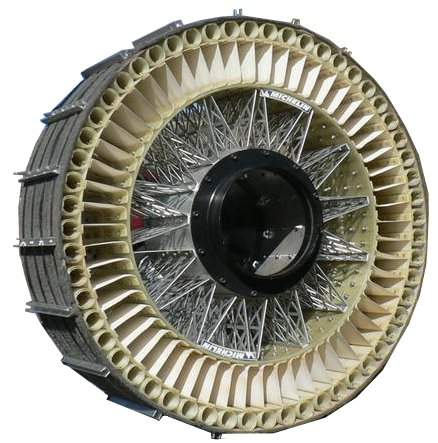
Lunar Rover Initiative AB Scarab Rad im Auftrag der NASA

Bridgestone vermarktete in den 1990er Jahren eine Kombinationslösung einer Aluminiumfelge mit einem Reifen, der neben mechanischer Stabilität und hitzebeständiger Gummilösung auch durch die Einpassung des Reifenkörpers in die Felge eine verbesserte Notlaufeigenschaft hatte. Ein elektronisches Warnsystem zeigte dem Fahrer einen Luftverlust im Reifen an. Nach Angaben des Herstellers sollte der Reifen im Notlauf noch 240 Meilen bei einer Höchstgeschwindigkeit von 40 Meilen/Std. genutzt werden können.
Ab den 1990er Jahren setzte sich immer mehr der Begriff
Run-Flat-Reifen durch. Der Begriff deutet auf den ausfallsicheren Betrieb von Luftreifen hin. Ein weit gefächerter Ansatz von Technologien unterstützt das Konzept: Härtung von Seitenwänden, Schultern und Laufflächen, Luftmehrkammersysteme, Optimierung der Schnittstellen zwischen Reifen und Felge, Einbindung unterstützender Technologien wie elektronische Reifenluftdrucküberwachung und -steuerung sowie selbstabdichtende Systeme.
Anfang der 2000er Jahre entwickelte Michelin einen luftlosen Reifen unter der Bezeichnung Tweel. Der Reifen mit einer Polyurethan-Speichenkonstruktion wird bei Rollstühlen und Radladern verwendet und ist Grundlage auch für die Konstruktion neuer Moon-Rover-Rad-Konzepte.
2006 erprobten die amerikanischen Streitkräfte eine luftlose Bereifung auf einem Fahrgestell von Hummer. Basis der Konstruktion war eine verwindungsfähige, aus Polymerwerkstoffen gefertigte Felge. In Versuchen wurde nachgewiesen, dass die geringgewichtige und gegen Beschuss mit Infanteriewaffen und Splitterwaffen widerstandsfähige Konstruktion etwa 27 bis 30 % weniger Rollwiderstand im Gelände hatte.
2010 wurde im Auftrag der NASA ein Moon Rover mit der Bezeichnung Scarab entwickelt, ein Rover der neuen Generation, der Astronauten bei der Entnahme von Gesteins- und Mineralproben unterstützen soll. Die Bereifung ist eine einfederungsfähige Konstruktion.
2019 setzte sich die Runflat-Technologie von Luftbereifungen weitgehend durch. Der ADAC berichtet, dass auf dem deutschen Markt die Hersteller Bridgestone, Continental, Dunlop: DSST, ROF (RunOnFlat), Goodyear, Hankook, Michelin: ZP (Zero Pressure), SST (Self Supporting Tyre) und Pirelli unter verschiedenen Markenbezeichnungen solche Reifen anbieten.

### Seit 2020
2021 wurde bekannt, dass die US-Army auf dem Hintergrund von logistischen und taktischen Vorteilen leichte Geländefahrzeuge mit Tweels nach der Bauart von Michelin ausstattete und Erprobungen in Tropengebieten veranlasste.